# Museo archeologico nazionale di Sessa Aurunca
Il museo archeologico nazionale di Sessa Aurunca è un museo statale di tipo archeologico inaugurato il 18 dicembre 2024 nelle sale del Castello Ducale del comune italiano di Sessa Aurunca (CE), il primo del suo genere nella storia della città campana. Prima della sua apertura, sempre nella medesima sede e sotto il nome di Museo Civico, era allestita una piccola sala espositiva che raccoglieva una parte dei reperti rinvenuti nell'area del Teatro romano di Sessa Aurunca.

## Storia

### Sede museale

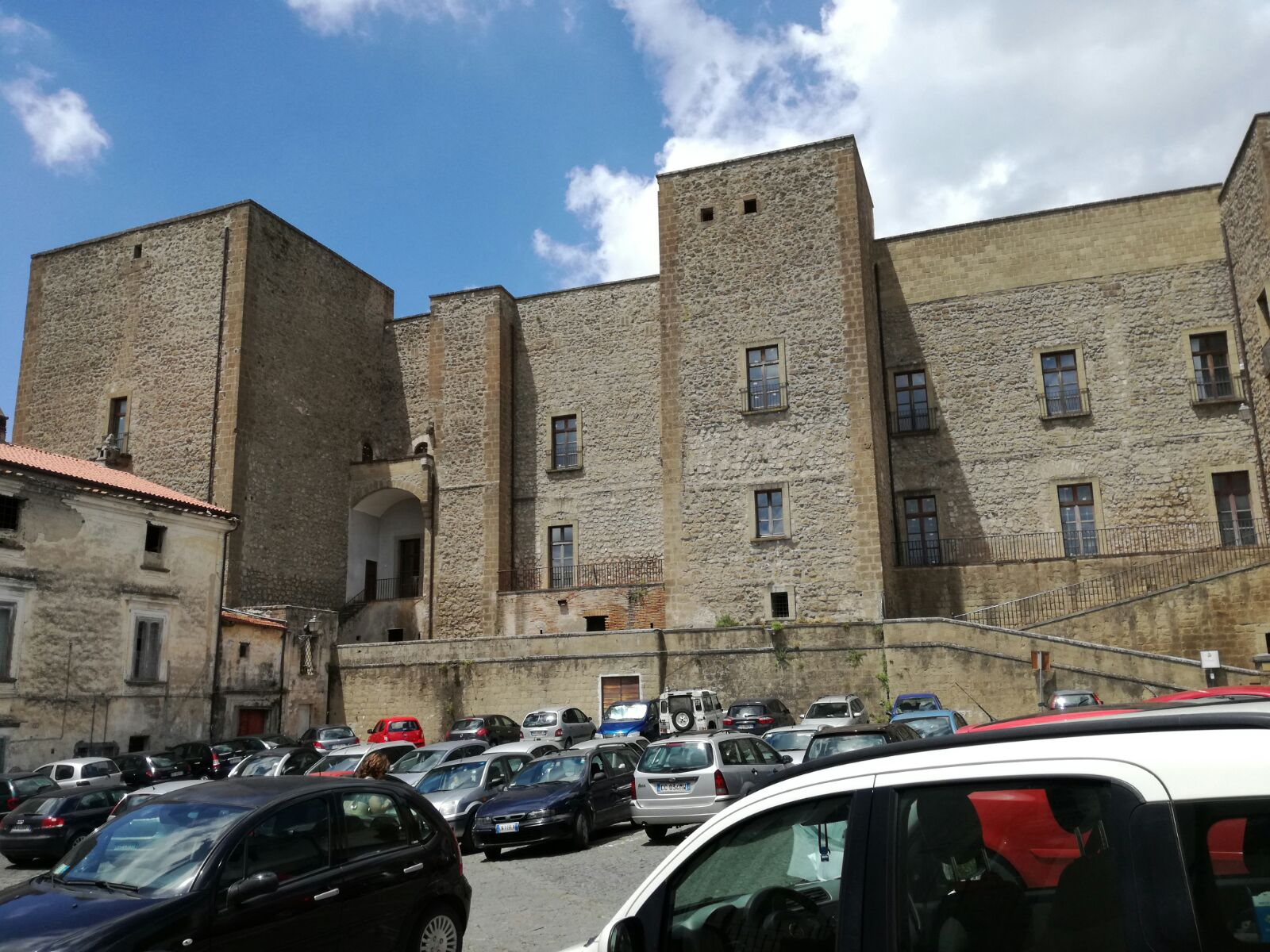
Il Castello ducale di Sessa Aurunca visto dal suo lato orientale nell'anno 2016.

Il museo archeologico nazionale è stato allestito all'interno delle suggestive sale del Castello ducale di Sessa Aurunca. 
In posizione dominante sul territorio e su quello che era l'insediamento medievale, il castello è una fortificazione militare originariamente di epoca normanna costruito su un precedente castrum di epoca longobarda e su costruzioni di epoca romana, ergendosi sulla sommità di una collina tufacea - dove era l'antica acropoli - e affacciandosi nel lato settentrionale sulla tradizionale piazza del mercato; tracce delle antiche costruzioni romane sono ancora visibili nel lato orientale, mentre della costruzione longobarda non restano tracce materiche. Sin dalla sua fondazione e fino al XIV secolo,  il castello svolse essenzialmente una funzione difensiva oltre che sede della Curia, raggiungendo il massimo dell'importanza sotto l'imperatore  Federico II di Svevia, che lo fece consolidare ed ampliare; altri interventi si verificarono anche in epoca angioina e in quella aragonese. Nel Trecento la sua funzione primaria decadde e la struttura venne trasformata, destinandola a diventare una residenza feudale come Palazzo Ducale a partire dal dominio dei Marzano.
Il castello si presenta in un composito impianto architettonico su pianta quadrangolare irregolare con torri quadrate angolari e altre minori intermedie, un maschio robusto e una corte interna. Finita anche la fase come residenza feudale, dall'inizio del XIX secolo divenne proprietà pubblica e trasformato prima come luogo carcerario, poi educativo e amministrativo civico, infine come sede museale.
Il cosiddetto Museo Civico Archeologico era stata la prima istituzione museale creata all'interno del Castello Ducale, ma consisteva solamente in una singola sala espositiva che raccoglieva solo una piccola parte di quelli che erano i reperti archeologici provenienti dal Teatro romano di Sessa Aurunca. Questi ha svolto la sua funzione fino all'istituzione del nuovo museo archeologico della città nel 2024.

### Fondazione ed inaugurazione
La fondazione del nuovo museo archeologico di Sessa Aurunca è stata resa possibile mediante i fondi per l'accessibilità previsti dal Piano nazionale di ripresa e resilienza (PNRR), grazie ai quali si è potuto realizzare un progetto che ha visto coinvolti in stretta collaborazione interistituzionale oltre il Comune di Sessa Aurunca anche il Museo archeologico nazionale di Napoli (MANN) e le Università del territorio. Nel febbraio del 2024 la Direzione regionale Musei nazionali Campania e il Comune di Sessa Aurunca hanno raggiunto un accordo che consente a quest'ultimo il comodato d'uso gratuito dei locali destinati ad accogliere il museo.
Con la denominazione di Museo archeologico nazionale di Sessa Aurunca, la nuova sede museale è stata ufficialmente inaugurata il giorno 18 dicembre 2024 alla presenza del Direttore generale Musei, Massimo Osanna, del dirigente delegato della Direzione regionale Musei nazionali Campania, Luana Toniolo, del Sindaco del Comune di Sessa Aurunca, Lorenzo Di Iorio, e dei due curatori Marco Giglio, ricercatore all'Università degli Studi di Napoli "L'Orientale", e Carlo Rescigno, professore ordinario all'Università degli Studi della Campania Luigi Vanvitelli.
L'istituzione rappresenta il primo vero museo archeologico per la città di Sessa Aurunca ed è stata definita dal direttore Osanna come "una nuova tappa significativa per il Sistema Museale Nazionale", sostenendo che interventi come questo "non solo ampliano l'offerta culturale del territorio, ma rispondono anche alla funzione fondamentale dei musei come presidi culturali, capaci di generare conoscenza e partecipazione nelle comunità".
In un accordo di valorizzazione, il MANN ha concesso in deposito a lungo termine - per la durata di 4 anni - la Venere di Sinuessa al nuovo museo archeologico, la quale secondo quanto asserito nel comunicato stampa ufficiale della Direzione generale Musei "viene esposta finalmente e per la prima volta nel suo territorio di provenienza". La Venere è un'antica statua in stile ellenistico, che venne rinvenuta nel 1911 nel territorio dell'odierno comune di Mondragone.

## Descrizione

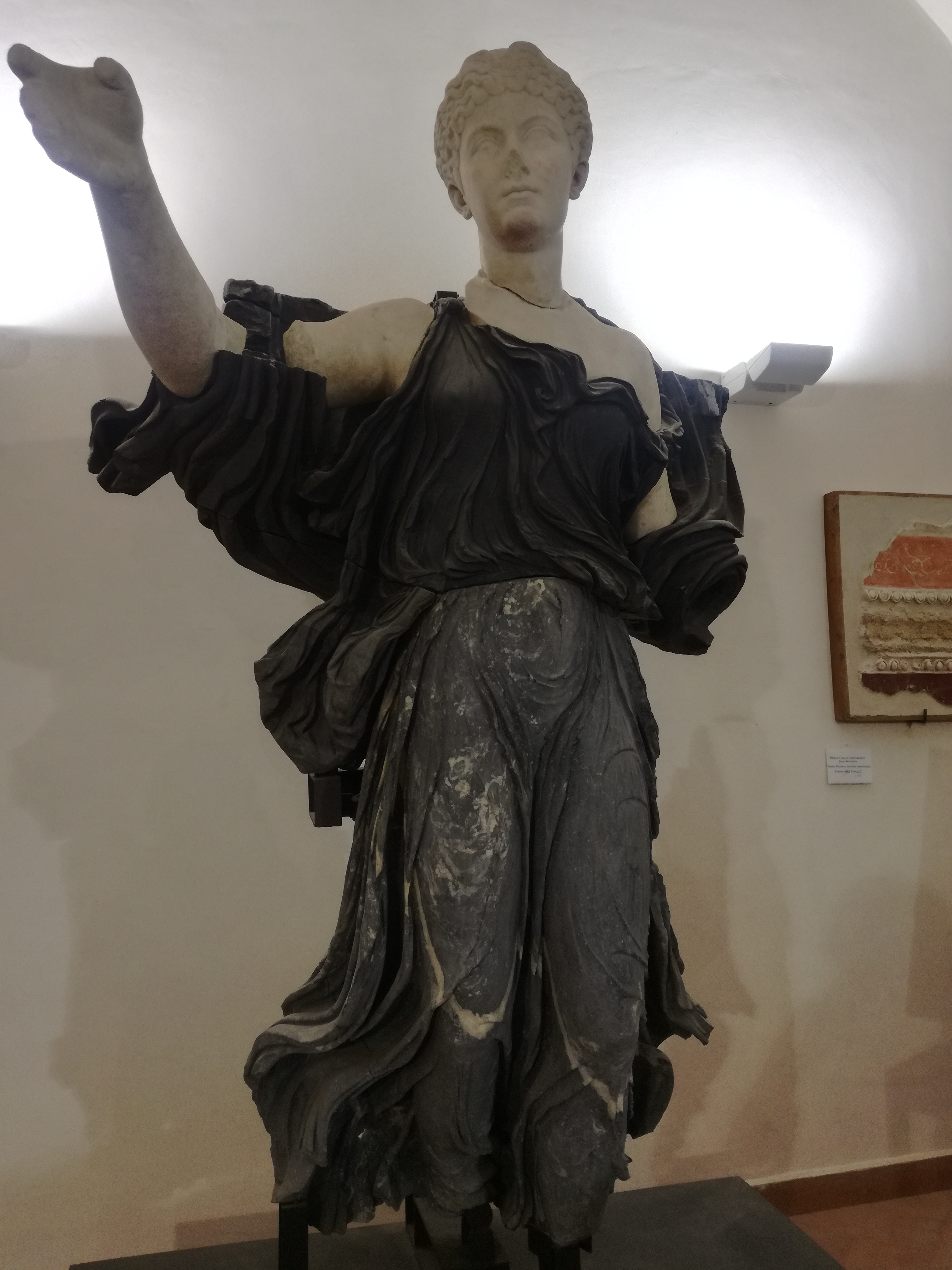
Statua di Matidia minore, opera di punta della collezione museale di Sessa Aurunca (qui in una foto del 2017 nel vecchio allestimento del Museo Civico).

L'esposizione del museo mira a ricostruire la storia del territorio dalle origini dei popoli italici degli Ausoni e degli Aurunci nell'Età del Ferro - tra il IX secolo a.C. e l'VIII secolo a.C. - fino alla fondazione delle colonie romane di Suessa e Minturnae, dopo che Roma conquistò il territorio stesso nel 313 a.C.. Al fine di questo scopo, l'allestimento si distingue per l'ampiezza del territorio analizzato, interessandosi dell'area etno-geografica che va dal fiume Volturno al Lazio meridionale, comprendendo quindi i territori che vanno dalle montagne di Treglia e la costa marittima di Mondragone fino alla città di Aquino e al promontorio del Circeo.

### Collezioni
Le collezioni del museo risultano predisposte nella seguente maniera:
- Fase preromana: questa viene raccontata in tre sale dedicate con importanti testimonianze sugli insediamenti degli Ausoni e il loro profondo legame col sacro, e fa infatti seguito una maggiore focalizzazione sulle aree sacre e i santuari, i quali erano soliti venire consacrati al di fuori delle città nel contatto diretto con l'ambiente naturale locale, dunque lungo i fiumi o sulle alture; dei santuari più noti, vi è in particolar modo quello dedicato alla divinità italica Marica, che venne eretto presso la foce del fiume Garigliano e dal quale provengono numerosi votivi esposti nel museo.[1]
- Fase romana: questa viene invece raccontata nelle sale successive ed è divisa a sua volta in tre distinte narrazioni:
  - Territorio extraurbano: questa prima narrazione analizza la presenza dei vari insediamenti dediti alla produzione di vino (come il Falernum) e quella di diverse ville rustiche, oltre che la presenza di aree sepolcrali[1]
  - Territorio urbano: questa seconda, d'altro canto, si concentra sull'antica città di Suessa[1]
  - Teatro romano: questa terza ed ultima, infine, riguarda il più importante edificio pubblico della città antica di Suessa ed uno dei più imponenti a venire scoperti nell'area campana, il Teatro romano di Sessa Aurunca; l'allestimento tenta di richiamare, seppur in un luogo chiaramente differente, gli spazi del teatro con il posizionamento degli elementi di arredo, con al centro del fulcro visivo una statua di Matidia minore, tra le più celebri della collezione museale.[1]

### Allestimento in 3D
Fanno parte dell'allestimento museale anche due reperti archeologici che non sono presenti fisicamente all'interno del museo stesso ma che sono stati ritenuti fondamentali per la comprensione dell'aspetto storico-culturale dell'area e questo è stato reso possibile mediante l'utilizzo di tecniche di visualizzazione in 3D su video in loop. Il primo di questi è il Teatro romano di Sessa Aurunca, la cui ricostruzione digitale permette ai visitatori di visualizzare i reperti del museo all'interno del teatro stesso; il secondo, invece, è uno dei più alti esempi di arte votiva in bronzo di stile tardo arcaico, ossia la cosiddetta Kore di Sessa o Afrodite di Sessa, che risulta conservata nelle collezioni del British Museum di Londra (Regno Unito).

### Allestimento inclusivo
Al fine di rendere l'allestimento inclusivo e accessibile a tutti i visitatori, è stata integrata nel percorso tutta una serie di postazioni tattili e installazioni interattive, su progetto e sviluppo dello studio Dotdotdot. Inoltre ogni elemento del percorso è accompagnato da un codice QR, che se attivato porta ad una spiegazione audio dello stesso.